# Anthracia eriopoda
Anthracia eriopoda är en fjärilsart som beskrevs av Herrich-Schäffer 1851. Anthracia eriopoda ingår i släktet Anthracia och familjen nattflyn. Inga underarter finns listade i Catalogue of Life.